# جون راندولف
جون راندولف (بالإنجليزية: John Randolph)‏ هو سياسي أمريكي، ولد في 1693، وتوفي في 7 مارس 1737 في ويليامزبرغ في الولايات المتحدة.